# Привольный (Челябинская область)
Привольный — посёлок в Красноармейском районе Челябинской области России. Входит в состав Лазурненского сельского поселения.

## География
Посёлок находится на северо-востоке Челябинской области, в лесостепной зоне, к северо-западу озера Мыркай, на расстоянии 14 километров (по прямой) к северо-западу от села Миасского, административного центра района. Абсолютная высота 196 метров над уровнем моря.

## Население
| 2002 | 2010 |
| ---- | ---- |
| 77   | ↘38  |

Гендерный состав
По данным Всероссийской переписи населения 2010 года в гендерной структуре населения мужчины составляли 57,9 %, женщины — 42,1 %.
Национальный состав
Согласно результатам переписи 2002 года, в национальной структуре населения башкиры составляли 43 %; татары — 37 %.

## Улицы
Уличная сеть посёлка состоит из двух улиц.